# Ингода (посёлок)
Ингода́ (бур. Энгидэ) — посёлок при станции в юго-западной части Читинского района Забайкальского края России.
Население — 944 чел. (2021).

## География
Расположен на левом берегу реки Ингода. По железной дороге и автодороге до краевого центра, города Чита, 35 километров. Посёлок является центром сельского поселения «Ингодинское», в которое так же входит село Домно-Ключи.

## Население
| 2002 | 2010  | 2021 |
| ---- | ----- | ---- |
| 1040 | ↘1004 | ↘944 |